# 聖尼古拉島

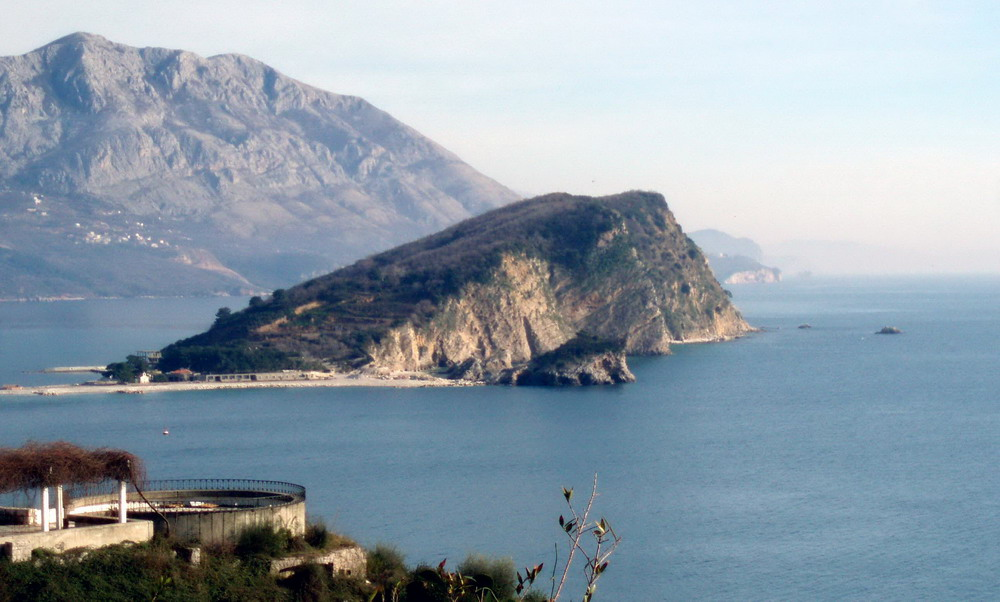

聖尼古拉島（羅馬化：Ostrvo Sveti Nikola）是黑山的島嶼，位於亞得里亞海，距離布德瓦約1公里，長2公里，面積0.36平方公里，最高點海拔高度121米。2017年，前泰國總理他信·西那瓦購入了此島東南部的地段。